# L'Avenir de l'eau
L’Avenir de l'eau est un essai d'Erik Orsenna, publié le 22 octobre 2008, consacré à l'importance de l'eau pour l'humanité. Il constitue le tome II de son Petit précis de mondialisation après la parution de Voyage aux pays du coton.
Cet ouvrage a obtenu le prix Joseph-Kessel en 2009.

## Résumé
L'eau est en train de devenir un enjeu essentiel pour l'avenir et ce n'est pas seulement d'avenir de l'eau dont il est question mais de sa distribution, de sa rareté relative avec tout ce que ce constat implique. La première est certainement la concurrence pour avoir accès à cette « source » vitale, avec le terrible danger de déboucher sur une « guerre de l'eau » pour s'emparer de cette ressource.
Pour faire le point, savoir où le monde en est actuellement, Erik Orsenna est allé voir sur place, Du Nil au fleuve Jaune, de l'Amazone à la Neste, un affluent de la Garonne. Dans d'autres régions du monde aussi comme l'Australie jusqu'au fleuve Brahmapoutre en Inde...
Il est intéressé par les techniques utilisées dans les zones de pénuries aquafères ou pour survivre dans le plus aride des déserts mais il constate surtout que s'aggravent les inégalités climatiques sur la planète terre.

## Éditions imprimées
- Erik Orsenna, L'Avenir de l'eau : Petit précis de mondialisation, tome 2, Paris, Fayard, 22 octobre 2008, 411 p. (ISBN 978-2-213-63465-4, BNF 41374359)
- Erik Orsenna, L'Avenir de l'eau : Petit précis de mondialisation, tome 2, Paris, Librairie générale française, coll. « Le Livre de poche » (no 31875), 2 juin 2010, 470 p. (ISBN 978-2-253-12993-6, BNF 42241245)

## Livre audio
- Erik Orsenna, L'Avenir de l'eau : Petit Précis de mondialisation, tome 2, Paris, Audiolib, 21 janvier 2009 (ISBN 978-2-35641-053-5, BNF 41406825)Narrateur : Michel Raimbault ; support : 1 disque compact audio MP3 ; durée : 6 h h 18 min environ ; référence éditeur : Audiolib 25 0054 4.